# Lieja-Bastogne-Lieja 1919
La Lieja-Bastogne-Lieja 1919 fou la 9a edició de la clàssica ciclista Lieja-Bastogne-Lieja. Es va disputar el 28 de setembre de 1919 sobre un recorregut de 237 km i fou guanyada pel belga Léon Devos, que s'imposà en solitari en l'arribada a Lieja. Els també belgues Henri Hanlet i Arthur Claerhout acabaren segon i tercer respectivament. Aquesta edició fou la primera a disputar-se després d'un parèntesi de sis anys per culpa de la Primera Guerra Mundial.

## Resultats
|    | Ciclista               | Equip       | Temps      |
| -- | ---------------------- | ----------- | ---------- |
| 1  | Léon Devos (BEL)       |             | 9h 20' 30" |
| 2  | Henri Hanlet (BEL)     |             | + 2' 30"   |
| 3. | Arthur Claerhout (BEL) |             | + 6' 30"   |
| 4  | Alfons Van Hecke (BEL) |             | + 12' 40"  |
| 5  | Camille Leroy (BEL)    |             | ?          |
| 6  | Louis Heusghem (BEL)   | La Sportive | ?          |